# Thilo Kreitmeier

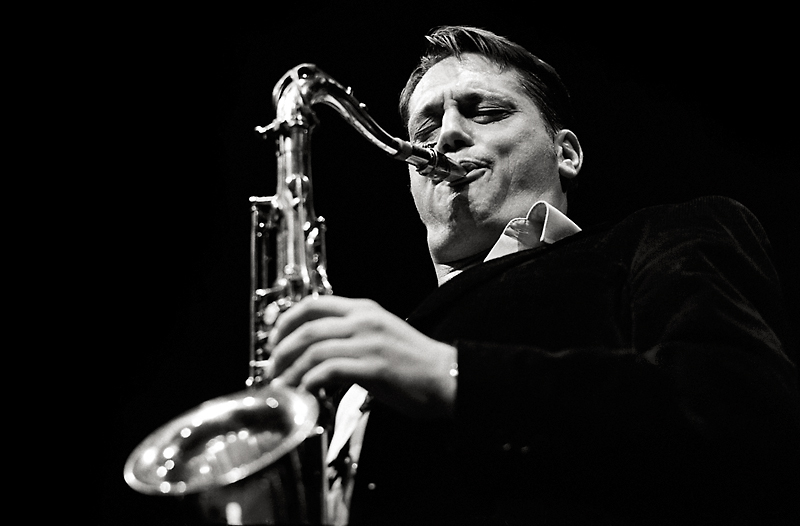
Thilo Kreitmeier (2014)

Thilo Kreitmeier (* 7. November 1967 in München-Schwabing) ist ein deutscher Musiker (Tenor-, Altsaxophon, Klarinette, Querflöte), Komponist und Bandleader.

## Leben und Wirken
Kreitmeier, Nachkomme einer Pfälzer Wandermusikanten-Sippe, begann ab dem zehnten Lebensjahr mit Klarinettenunterricht. Während des Studiums der Betriebswirtschaftslehre an der Ludwig-Maximilians-Universität München (LMU), welches er im Jahr 1994 mit einem Abschluss als Diplom-Kaufmann beendete, studierte er in den Jahren von 1989 bis 1994 Saxophon am Münchener Ausbildungszentrum für Moderne Musik (MAZM) bei Enrique Kropik, Jürgen Seefelder, Evan Tate, Thomas Zoller sowie Musikwissenschaften an der LMU München, besuchte das Richard-Strauss-Konservatorium, ist staatlich anerkannter Musiklehrer und arbeitet seit 1994 als freischaffender Musiker und Instrumentalpädagoge.
Während seiner Studien sammelte er Erfahrung in Bands verschiedener Stilrichtungen wie Reggae, Funk und Salsa. Seine berufliche Laufbahn begann er im Jahr 1994 in Blues- und Rhythm-and-Blues-Bands wie der George Greene Hotline Band, wo er vom Tenorsaxophonisten Eddie Taylor bedeutend beeinflusst wurde und mit Hermann Breuer, Albert C. Humphrey, Angela Brown, Andrew Lewis, Max Greger junior, William Paul u. a. spielte. Seit 1995 Aufnahmen und europaweit auf Tour mit: Al Jones, Louisiana Red, Christian Willisohn, Lillian Boutté, Ludwig Seuss, Nick Woodland…
Grundlage seiner Entwicklung im Bereich des Swing und Jazz bildeten Engagements mit Charly Antolini, Jenny Evans, bei denen aus dem Great American Songbook gespielt wurde. Mit Al Porcino, in dessen Big Band er seit 2004 erster Tenorsaxofonist war, spielte er gemeinsam mit Herb Geller, Henning Sieverts, Claus Reichstaller, Claus Raible, John Marshall. Außerdem arbeitete er mit Dusko Goykovich, Harald Rüschenbaum, Bill Ramsey und dem Orchester Hugo Strasser.
Im Jahr 1996 erschien seine erste CD unter eigenem Namen Thilo Kreitmeier & Group – Jazzperience. Aufnahmen hieraus waren unter den Gewinnern des „Hennessy/Blue Note Jazz Search“ sowie im Fernsehen und im Radio zu hören. Seine Interpretation des Jazz ist gekennzeichnet von einer ausgeprägten Melodiösität und dem Einfluss legendärer Vorbilder wie Charlie Parker, Ben Webster, Sonny Rollins, Miles Davis. Im Jahr 1998 folgten unter seinem Namen für das Label Organic Music weitere CD-Einspielungen mit Musikern der Münchener Jazzszene wie Rocky Knauer, Johannes Herrlich, Rich Laughlin, Rudolf Roth, Guido May, Kerry Lee Dooley, Peter Tuscher, Michael Keul, Butch Kellem, Bastian Jütte, Matthias Bublath, Manolo Diaz, Titus Vollmer. Seinen individuellen Stil prägen eigene Kompositionen und Arrangements, welche sich anfangs am Bebop und Mainstream orientieren, später Einflüsse des Soul-Jazz und zunehmend Elemente lateinamerikanischer Musik integrieren. Er gastierte in Münchener Clubs (Allotria, Unterfahrt, Nachtcafe), in der Allerheiligen-Hofkirche und im Brunnenhof der Münchner Residenz, sowie auf überregionalen Konzertbühnen und Festivals; im Jahr 2007 dokumentiert durch einen Konzertmitschnitt des BR als Livealbum.
Als Studiomusiker machte er Aufnahmen für Rundfunk und Fernsehen, so auch zur Filmmusik Kleine Haie von Sönke Wortmann und arbeitete als Gast mit Claudia Koreck, Willy Astor, Die Jungen Tenöre, Evelyn Huber, Ron Williams und dem Münchner Rundfunkorchester.

## Diskografie (Auswahl)
- Thilo Kreitmeier & Group Jazzperience (Whoopee Records, 1996)
- Alberto Marsico Them That’s Got (Organic Music, 1998)
- Thilo Kreitmeier & Group Mo Better Blues (Organic Music, 1998)
- Al Jones sharper than a tack (Enja records, 1999)
- Thilo Kreitmeier & Group Soul Call (Organic Musik, 1999)
- Thilo Kreitmeier presents Changes (Organic Musi,c 2001)
- Ludwig Seuss Christmas Jam (Downhill Records, 2004)
- Al Jones bittersweet (Acoustic Music, 2005)
- Christian Willisohn Hold On (Stockfish Records, 2005)
- Al Porcino Big Band & Herb Geller (BR, 2005)
- Williams Wetsox Vaganga aba ned vagess’n (BSC, 2006)
- Thilo Kreitmeier Standards & Favorites (Organic Music, 2006)
- Thilo Kreitmeier & Band Live (Organic Music, 2007)
- Fourganic rare session (Downhill Records, 2008)
- Willy Astor The Sound Of The Islands, Sommernachtstraum (GLM, 2010)
- Dr. Will Dirt (ZYX Music, 2012)
- Thilo Kreitmeier Originals Made On Wood (Organic Music, 2012)
- Claudia Koreck Honu Lani (Universal, 2013)
- Ludwig Seuss Band and Popsy Dixon Vol. 2 (Solid Pack 2015)
- Al Jones and his Band in time right time any time (Stormy Monday Records 2016)
- Thilo Kreitmeier MAS QUE NADA - Thilo Kreitmeier plays Samba & Bossa Nova  (Organic Music, 2017)
- Ludwig Seuss Band Live im Lustspielhaus (Styx Records, 2018)
- Ludwig Seuss Band Views of the Blues (Solid Pack, 2020)
- Dr. Will I Want My Money Back (Solid Pack Records, 2020)
- Nick Woodland Land Ho! (Solid Pack 111, 2022)
- Ludwig Seuss Band Ludwig Seuss and the BOOGIE MAN Vol. II (Solid Pack Records 119, 2024)